# Landesarbeitsgericht Mecklenburg-Vorpommern

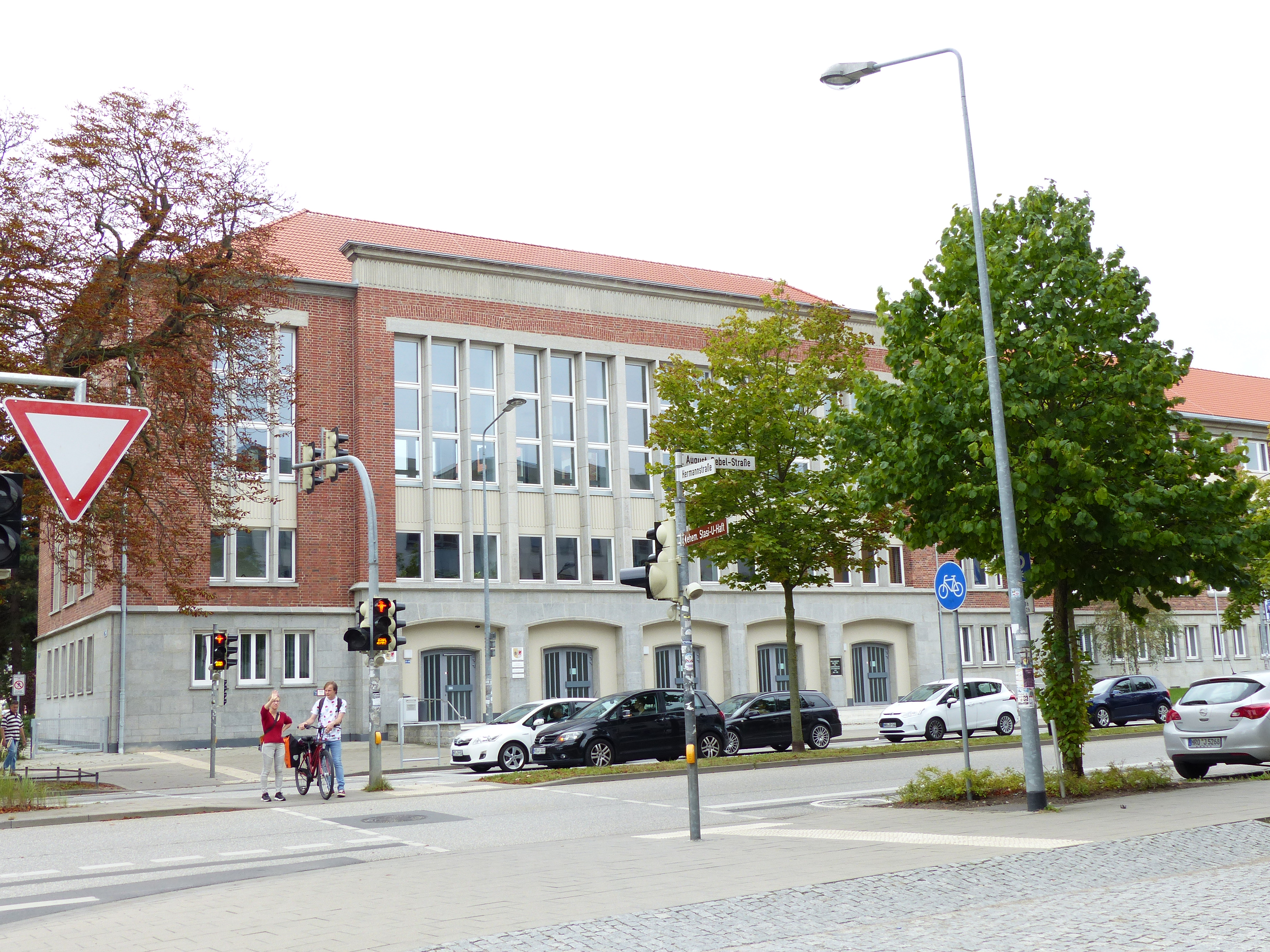
Gemeinsames Gebäude des Landesarbeitsgerichts, Landgerichts, Sozialgerichts und Arbeitsgerichts Rostock

Das Landesarbeitsgericht Mecklenburg-Vorpommern ist das Obergericht der Arbeitsgerichtsbarkeit Mecklenburg-Vorpommerns. Es hat seinen Sitz in Rostock. Am 4. August 1992 wurde dort mit Roswitha Schmidt-Salveter erstmals eine Frau zur Gerichtspräsidentin berufen und übte dieses Amt bis 2003 aus. Ihr Nachfolger wurde Alfried Kampen.

## Gerichtssitz und -bezirk
Das Landesarbeitsgericht hat seinen Sitz in der Hansestadt Rostock.
Der Gerichtsbezirk umfasst die Bezirke der zugehörigen Arbeitsgerichte und somit das gesamte Gebiet des Bundeslandes.

## Gebäude
Das Gericht ist im selben, denkmalgeschützten Gebäude wie das Landgericht Rostock, Sozialgericht Rostock und das Arbeitsgericht Rostock in der August-Bebel-Straße 15 untergebracht.

## Über- und nachgeordnete Gerichte
Dem Landesarbeitsgericht ist das Bundesarbeitsgericht übergeordnet. Nachgeordnete Gerichte sind die Arbeitsgerichte Rostock, Schwerin und Stralsund.

## Leitung
- 4. August 1992–2003: Roswitha Schmidt-Salveter, * 10. Februar 1939[4]
- seit 1. September 2009 Alfried Kampen[5]